# 新超级马力欧兄弟Wii
《新超级马里奥兄弟Wii》是由任天堂制作发行的Wii平台横版平台动作游戏。游戏分别于2009年11月12日在澳大利亚、2009年11月15日在北美、2009年11月20日在欧洲、2009年12月3日在日本发售。任天堂也在2010年7月3日台湾、香港地区首度推出繁体中文版；而在2017年12月6日，游戏通过英伟达的Nvidia Shield TV在中国大陆发售官方简体中文版。该作是自街机版《马里奥兄弟》以来，马里奥正统系列中首款允许多人共同游戏的作品，同时也是任天堂首款具备遊戲示範功能的游戏。为了突出该作的“特殊性”，任天堂为其设计了红色的封面，而不是常见的白色。这也是第二款没有使用白色封套的Wii游戏（第一款是《密特羅德究極：三部曲》） 。
《新超级马里奥兄弟Wii》成功地同时获得了市场和媒体的青睐，游戏评分综合网站GameRankings和Metacritic分别统计得出88%与87/100分。截止2015年3月，本作以2,932万份的全球销量，在Wii畅销游戏排行榜上名列第四。 游戏斩获多项殊荣，包括斯派克电子游戏盛典、IGN与GameTrailers颁发的2009年度最佳Wii游戏。
本系列的续作《新超级马里奥兄弟2》于2012年7月在任天堂3DS上发行。而家用机平台上的续作《新 超级马力欧兄弟U》作为任天堂的新家用游戏主机Wii U的首发游戏之一，于2012年底在世界各地发售。

## 玩法

E3 2009中展出的早期游戏截图

虽然《新超级马里奥兄弟Wii》是以2D形式显示，但游戏中的角色和物体均是在2D背景上以3D多边形渲染，从而呈现出看似3D画面的2.5D效果（同样可见于《新超级马里奥兄弟》）。玩家可以从马力欧和他的弟弟路易吉、以及蓝奇诺比奥和黄奇诺比奥中选择一个进行游戏，但1P玩家只能选择马里奥。游戏控制方式与前作类似，并加入了通过晃动Wii遥控器進行旋轉跳和空中旋轉的能力，还可以抬起、搬运并扔出其他玩家。在多人游戏时，如果某玩家控制的角色失誤了減少一個剩餘數，该角色会重新出现在一个泡泡裡，这时需要让其他玩家帮助打破泡泡才能继续游戏（该玩家可以摇晃Wii遥控器让泡泡移动到活着的最近角色前，但并不能自己从泡泡中出来）。玩家也可以主动进入泡泡，让其他技术好的玩家通过關卡裡困难的部分。
大地图上的行动方向由马里奥（玩家1）控制。
在多人模式的部分关卡中，如果有些人没能追上跑在最前面的玩家，游戏的视野会略微拉远，好让后面的玩家显示在画面中。他如果仍然没有赶上，就会被拖至屏幕边缘，直到其快步追上，否则就会因失足或其他障碍而失誤減少一個剩餘數。而在一些垂直方向的关卡中，掉至屏幕下方就会失誤減少一個剩餘數。如果一名玩家单独进入水管或者爬上藤蔓，其他玩家也会在短时间内一同被带入同一场所。如果所有玩家的剩餘數耗尽，或者同时失誤而导致没人能解救他们的话，玩家就会重新回到地图画面。在部分关卡中，除了普通的终点旗杆外，还有通往红色终点旗杆的隐藏终点，到达终点后会在地图上开辟新的道路，可以通向全新的关卡或者用来跳关的大炮。游戏没有网络多人游戏功能。单人模式中则使用标准规则（例如失誤減少一個剩餘數后立刻回到地图画面）。
除了马里奥系列常见的道具和前作的超小蘑菇外，本作又增加了新的道具：能让玩家使用螺旋桨飞行的螺旋槳蘑菇、能让玩家用冰球冻住敌人的冰之花及能讓玩家用火焰球擊退敵人的火之花、以及能让玩家在拥有冰之花能力的基础之上，还能在冰上和水中自如操作的企鹅装。在某些关卡中，玩家还可以骑上耀西来吃掉敌人，并拥有空中踏步的能力。
游戏中，玩家需要在大地图上逐一闯关前进。大地图上会经常出现四处游走的敌人，如果玩家在路上与其相撞，就会进入“敵人關卡”，获胜后即可得到蘑菇等道具奖励。大图上还会有奇諾比奧之家，玩家可以在裡面增加剩餘數或取得道具。有时候，会有奇诺比奥困在某个已完成的关卡中，玩家可以选择前往营救，並将其护送至終點，如此便可获得额外奖励。每一小关都藏有三個星星金幣，玩家可以到碧姬城堡花费星星金幣观看超級技巧或連續1UP等的藏寶影片。收集完一个世界里的全部星星金幣即可解锁隐藏世界9中的一個關卡，但玩家必须在游戏通关后才能进入。
游戏既能以横握Wii遥控器的传统方式进行，也可配合Nunchuk控制方向。跳跃和攻击动作通过按钮实现，而旋轉跳和抬起则需要摇晃Wii遥控器。在某些关卡的特定区域，例如升降梯，还需要倾斜Wii遥控器进行操作。
本作是Wii平台第一部具有由“马里奥之父”宫本茂设计的“遊戲示範”功能的游戏。在单人模式中，如果玩家在某一关连续失誤8次，在第9次时就会出现绿色的示範磚塊，玩家敲擊后可以让电脑控制的路易吉演示如何安全过关，在此途中，玩家随时可以中断遊戲示範并自行控制。路易吉过关后，玩家可以选择自己再试一次，或者直接跳过本关。不过，路易吉不会指示任何星星金幣和隐藏終點的位置。

## 剧情
游戏剧情一如传统，碧姬公主再次被库巴绑架了。马力欧、路易吉、奇诺比奥正在碧姬公主的城堡裡準備一個大蛋糕为其庆祝生日，这时大蛋糕突然動了。突然，库巴Jr.和库巴七人眾们从里面钻了出来，把蛋糕扔向了公主，并绑架了她。装着公主的蛋糕运入了库巴的飞行船，在马里奥、路易吉和黃、藍奇诺比奥追赶的时候飞走了。碧姬城堡里的奇诺比奥为了帮助伙伴们，急忙用大炮发射了很多螺旋槳蘑菇和企鹅装道具。马里奥一行辗转多个世界(有時會與庫巴Jr.一起上飛船，但總是被扔下船），战胜了库巴Jr.和库巴七人眾等人，最终在库巴城堡打败了库巴。马里奥和碧姬公主乘坐热气球离开了城堡，路易和奇诺比奥紧随其后。
游戏通关后的制作人员名单以小游戏的形式呈现，玩家可以操控角色将其击碎获得金币，获得最多金币的玩家为胜。制作人员名单之后，库巴Jr.和库巴七人眾想把库巴从摇摇欲坠的城堡里中救出来，但城堡最终倾覆，将他们困在了里面。

## 开发
2009年5月，《日本经济新闻》在线版报道，任天堂将为Wii发行两款续作：一款是《Wii Fit Plus》（《Wii Fit》续作），另一款则是《新超级马里奥兄弟》的马里奥游戏续作，暂名“新超级马里奥兄弟Wii ”。《新超级马里奥兄弟Wii》在E3 2009上正式公布。为了突出该作的“特殊性”，任天堂为其设计了红色的封面，而不是常见的白色。
由于任天堂的首席设计师宫本茂希望能将马里奥系列的单人游戏方式应用到多人模式中，而其前作未能使其如愿，本作由此应运而生。这一创意早在FC上的《超级马里奥兄弟2》时期便已诞生，但当时主机的性能并不足以满足多人同时游戏的需求。
2006年Wii正式推出，其机能保证了全部敌人和道具都能同屏流畅显示，并能让镜头同时聚焦所有玩家，保证玩家总是能掌握自己角色的状态。库巴和库巴Jr.成为了本作的大反派。宫本茂表示，桃子公主由于她的裙子而不会成为可操作角色，因为这需要“在游戏中为她的裙子进行特殊的程序处理”。当问及游戏剧情时，宫本茂笑言桃子公主会被蛋糕绑架走，之后这一点得到了证实。
《新超级马里奥兄弟Wii》的音乐由藤井志帆和永松亮担纲编曲，声音监督为永田权太。马里奥系列的当家作曲近藤浩治出任声音顾问，并未创作任何新的乐曲，但他的部分作品在本作中进行了重新编曲。查爾斯·馬爾蒂內再度回归为马里奥和路易献声，萨曼莎·凯利（Samantha Kelly）则为奇诺比奥和碧姬公主配音，肯尼·詹姆斯（Kenny James）和凯蒂·萨格伊安（Caety Sagoian）分别配音库巴与库巴Jr.。

## 评价
| 汇总媒体     | 得分   |
| ------------ | ------ |
| GameRankings | 88.18% |
| Metacritic   | 87/100 |

| 媒体           | 得分    |
| -------------- | ------- |
| 1UP.com        | A+      |
| Destructoid    | 9/10    |
| Edge           | 7/10    |
| Eurogamer      | 9/10    |
| Game Informer  | 9.25/10 |
| GamesRadar+    | 7/10    |
| GameSpot       | 8.5/10  |
| GameSpy        | [ 45 ]  |
| GameTrailers   | 8.9/10  |
| IGN            | 8.9/10  |
| Nintendo Life  | 10/10   |
| 任天堂力量     | 9/10    |
| 官方任天堂杂志 | 96%     |
| VideoGamer.com | 8/10    |
| X-Play         | [ 52 ]  |
| Fami通         | 40/40   |
| The A.V. Club  | C+      |
| N-Europe       | 10/10   |

《新超级马里奥兄弟Wii》市场反应非常好，在日本首周（4天）即售出936,734套，成为日本首周销量最高的Wii游戏。次周销量继续涨至1,401,558套。 《新超级马里奥兄弟Wii》也以7周3,002,753套的成绩，成为日本最快卖出300万套的游戏。而在发售一年后，《新超级马里奥兄弟Wii》成为继FC平台的《超级马里奥兄弟》和PS平台上《勇者斗恶龙VII 伊甸的战士们》之后历史上第三款在日本本土销量超过400万套的家用游戏主机平台游戏。在北美本作同样叫座，2009年11月总计售出1,390,000套，以仅次于Xbox 360和PlayStation 3版《使命召唤：现代战争2》的当月销量位居第三。《新超级马里奥兄弟Wii》在美国已售出4,000,000套，全球销量超过10,000,000套，以此成为史上销售速度最快的单平台游戏。虽然其首月销量并未超越《现代战争2》，分析家Jesse Divnich相信这一局面终将实现，他表示：“毫无疑问，《新超级马里奥兄弟Wii》从长期看必将凌驾于其竞争者之上。”这一分析可谓不无根据，因为任天堂北美总裁雷吉·菲尔斯-埃米也曾豪言《新超级马里奥兄弟Wii》的美国销量将在三个月内赶超《现代战争2》。
截至2015年3月，游戏共售出2932万套。这使其成为销量第四的Wii平台游戏，同时也是Wii上销量第二的马里奥游戏，仅次于《马里奥赛车Wii》。

### 媒体评价
游戏获得了业内媒体的肯定。日本游戏杂志《Fami通》称赞本作是“2D动作游戏杰作”，并评予游戏40/40的满分，使其成为23年来第13部、也是Wii平台第4部满分游戏。 英国《Official Nintendo Magazine》给予本作96%分，并特别称赞了游戏对细节的注重和多人模式。《Computer and Video Games》评予9.0分，认为游戏的单人模式更为出色。游戏业界网IGN澳洲为《新超级马里奥兄弟Wii》打出9.2分，称其多人合作模式是一大“突破”，并赞扬其很好地还原了令超级马里奥兄弟系列风靡全球的游戏方式。 IGN美国评予游戏8.9分，称其核心游戏性十分卓越，但也指出游戏缺乏在线模式。不过，GameSpy却并不以此为缺点，认为在线游戏多以竞争为主，而《新超级马里奥兄弟Wii》则是需要从合作中获得快乐的。1UP.com评予A+级，指出游戏不仅吸收了前作的创新元素，还能让各类玩家都有所收获。游戏博客Kotaku高度评价了本游戏，并将其列为购买Wii的原因之一。《X-Play》的Morgan Webb评予4/5分，并赞赏了游戏的关卡难度。
不过，英国杂志《Edge》只给出7/10分，称其缺乏马里奥的传统魅力，画质槽糕而且过于简单。GamesRadar同样打出7/10分，认为本作与系列其他作品相比缺乏创新。《The A.V. Club》更是打出C+的低分，称其为“迄今最不值得一提的马里奥游戏”， 并认为本作乏善可陈，显露出马里奥游戏骨子里的千篇一律。《任天堂力量》则反驳说，本游戏作为一款续作，自然需要在保留马里奥游戏原先特色的同时加入新亮点。

### 获奖
《新超级马里奥兄弟Wii》在2009年斯派克电子游戏盛典（Spike Video Game Awards）上获得了“最佳Wii游戏”奖项。 IGN也将本作评为“2009年Wii年度游戏”。 游戏网站GameTrailers将本作选为“2009年最佳Wii游戏”。 游戏还获得了雅虎2009年游戏大奖中的“年度最佳家庭游戏”奖项，以及任天堂力量奖的2009年度最佳Wii游戏。2010年9月，由日本电脑娱乐供应商协会（CESA）主办的日本游戏大赏2010上，《新超级马里奥兄弟Wii》获得了最高奖项“大赏”。